# Euplexia monilis
Euplexia monilis är en fjärilsart som beskrevs av Moore 1881. Euplexia monilis ingår i släktet Euplexia och familjen nattflyn. Inga underarter finns listade i Catalogue of Life.